# Waschbären
Die Waschbären (Procyon) sind eine Gattung der Kleinbären (Procyonidae). Von den drei Arten der Gattung ist der auch in Europa als Neozoon eingebürgerte (Nordamerikanische) Waschbär der bekannteste.

## Beschreibung
Waschbären sind durch einen breiten Kopf mit spitzer Schnauze und abgerundeten Ohren sowie durch ihre recht kompakte Gestalt gekennzeichnet. Allen Arten gemein ist außerdem eine schwarze, maskenartige Zeichnung im Gesicht, die von weißem Fell umrandet wird und stark an die Gesichtszeichnung des Marderhundes erinnert. Die Tiere erreichen eine Kopfrumpflänge von 42 bis 60 Zentimeter, eine Schwanzlänge von 20 bis 40 Zentimeter und ein Gewicht von 2 bis 12 Kilogramm.

## Verbreitung und Lebensraum

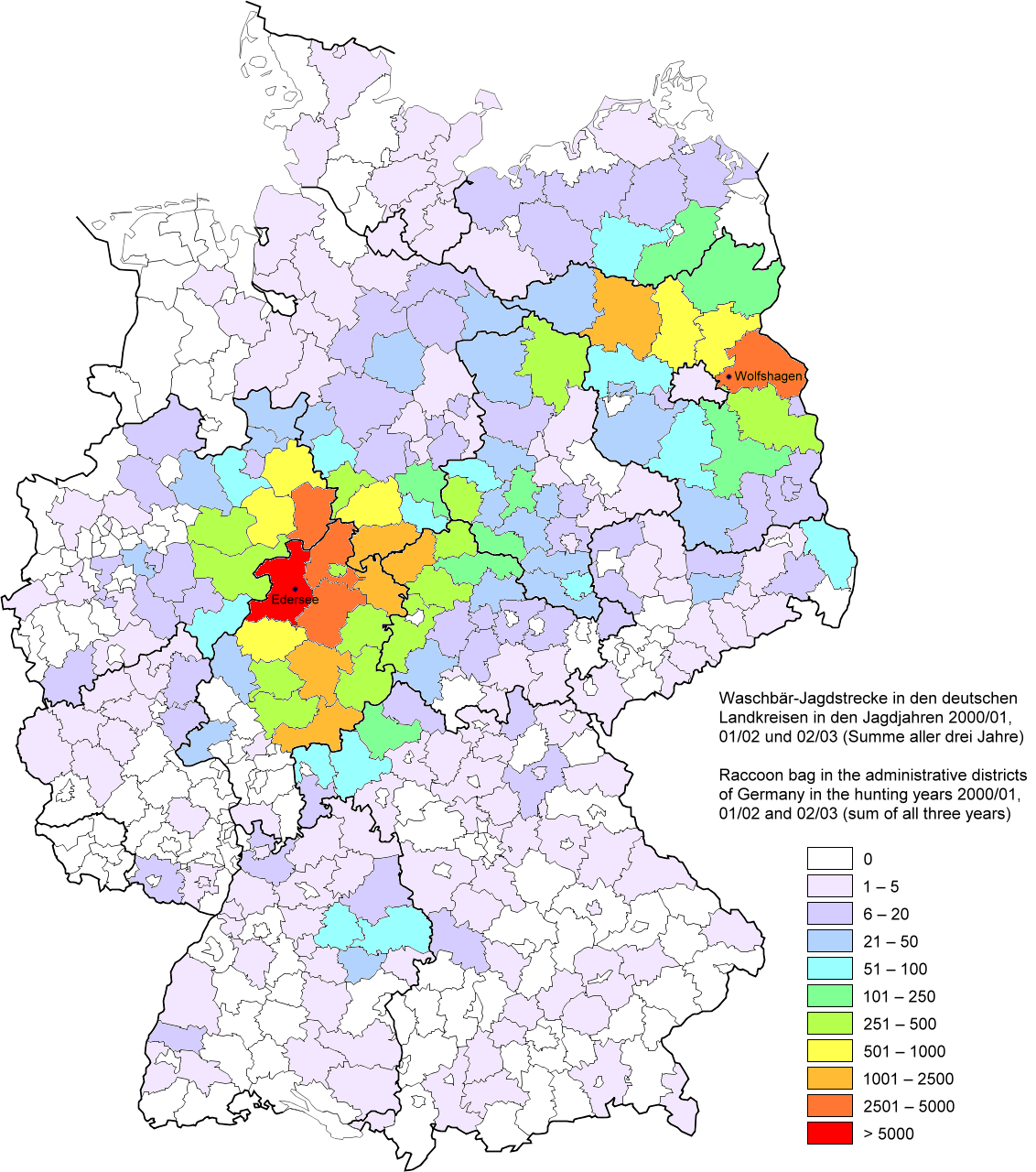
Waschbärverbreitung in Deutschland bis 2003

Waschbären leben auf dem gesamten amerikanischen Kontinent, Fünf der sieben Arten bzw. Unterarten leben ausschließlich auf kleinen Inseln in der Karibik. Ihr Habitat sind in erster Linie Wälder, oft leben sie in der Nähe von Gewässern.
Der Nordamerikanische Waschbär ist mittlerweile auch in Europa eingebürgert. 2016 wurde der Waschbär von der EU als invasive Art deklariert.
In Deutschland begann die Verbreitung des Waschbären zunächst 1934 mit der Aussetzung von vier Tieren am Edersee in Hessen. Weitere Auswilderungen geschahen durch einen Bombentreffer in Wolfshagen (Landkreis Märkisch-Oderland) in eine Pelztierzucht. Ein negativer Einfluss des Neozoons auf einheimische Arten in Europa ist nicht auszuschließen.

### Jagd in Hessen
In Hessen, wo die Bejagung zuvor unter Einhaltung des gesetzlichen Elterntierschutzes ganzjährig möglich war, wurde im April 2016 eine Schonzeit zwischen dem 1. März und 31. Juli eingeführt. Für Jungwaschbären wurde diese jedoch 2018 wieder aufgehoben, so dass diese erneut ganzjährig bejagbar sind. In der Saison 2015/2016 wurden laut Regierungspräsidium Kassel in Hessen knapp 28.000 Waschbären getötet, mehr als die Hälfte davon im Regierungsbezirk Kassel. Mehr als 18.000 kamen durch die Jagd mit der Waffe zur Strecke, weitere 7800 durch Fangjagd. Etwa 1800 starben durch Verkehr oder Krankheit.

### Jagd in Brandenburg
In Brandenburg hat die Zahl der erlegten Tiere stark zugenommen. Demnach wurden im Jagdjahr 2004/2005 knapp 4600 und in der Saison 2017/18 schon mehr als 35 000 Tiere erlegt. Zudem dringt die Art weiter massiv in neue Gebiete in Ostdeutschland vor. Nach Angaben des Landesjagdverbandes ging die Zahl der Abschüsse 2018/19 jedoch erstmals seit 10 Jahren leicht zurück auf 33 630 Tiere.

## Lebensweise
Waschbären sind entgegen früheren Behauptungen keine Einzelgänger, sondern haben ein komplexes Sozialverhalten. Manchmal leben Weibchen in kleinen Gruppen, auch junge Männchen teilen sich Territorien, die Streifgebiete können sich überschneiden. Sie sind vorwiegend dämmerungs- oder nachtaktiv und schlafen tagsüber in Baumhöhlen oder anderen Unterschlupfen.
Sie sind Allesfresser, die sowohl pflanzliche Nahrung als auch Wirbellose und kleine Wirbeltiere zu sich nehmen.

## Die Arten

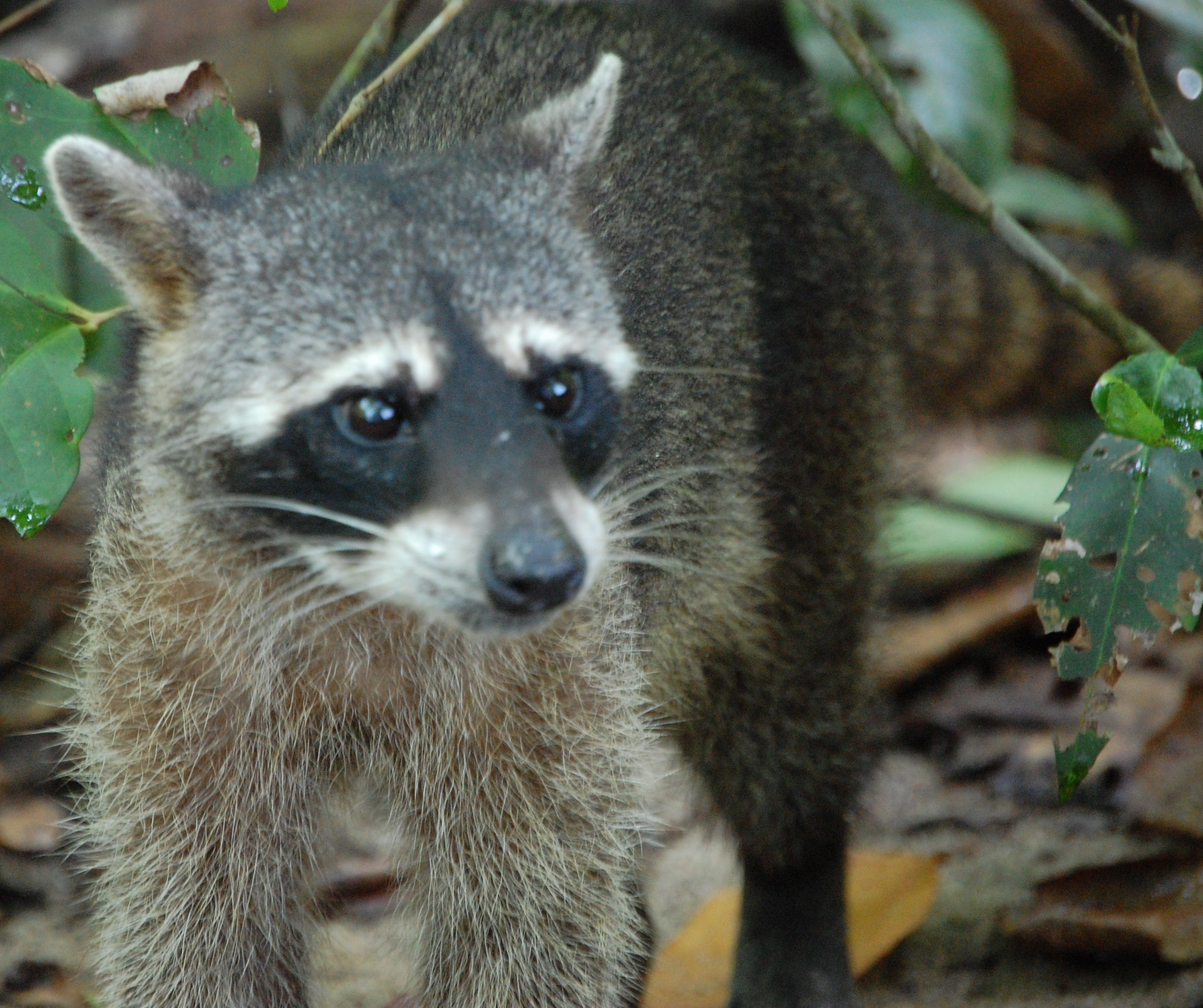
Krabbenwaschbär

Die Gattung der Waschbären wird in drei Arten unterteilt:
- Der (Nordamerikanische) Waschbär (Procyon lotor) ist der am weitesten verbreitete und am besten erforschte Vertreter der Gattung. Ursprünglich vom südlichen Kanada bis Panama verbreitet, ist er mittlerweile auch in Europa eingebürgert.
- Der Krabbenwaschbär (Procyon cancrivorus) ist in Südamerika beheimatet. Noch stärker als der Nordamerikanische Waschbär ist er auf den Fang von Wassertieren, zum Beispiel Fische, Krebse und Frösche, spezialisiert und ist dazu auch ein guter Schwimmer und Taucher.
- Der Cozumel-Waschbär (Procyon pygmaeus) lebt auf der Insel Cozumel vor der mexikanischen Halbinsel Yucatán.

Der Tres-Marias-Waschbär (Procyon lotor insularis) auf den Tres-Marias-Inseln vor der Westküste Mexikos, der Bahamas-Waschbär (Procyon lotor maynardi) auf der zu den Bahamas gehörenden Insel New Providence und der Guadeloupe-Waschbär (Procyon lotor minor) auf der Antilleninsel Guadeloupe werden je nach Quelle als eigene Arten betrachtet, gelten jedoch allgemein als Unterarten des Nordamerikanischen Waschbären. Gleiches gilt für den Barbados-Waschbär (Procyon lotor gloveralleni), der auf der Karibikinsel Barbados vorkam. Das letzte Exemplar wurde 1964 gesichtet, die Art gilt als ausgestorben.
Die fünf letztgenannten Formen werden zusammen auch als Inselwaschbären bezeichnet. Es handelt sich um kleinwüchsige Formen, über deren Lebensweise kaum etwas bekannt ist.
Mit den irreführenden Namen „Sibirischer Waschbär“ oder „Ussurischer Waschbär“ und den Fellbezeichnungen „Finnraccoon“ oder „Chinesisch Raccoon“ wird manchmal der den Waschbären sehr ähnlich sehende Marderhund bezeichnet (bzw. das Marderhundfell), der mit diesem allerdings nicht verwandt ist. Für das Fell des Waschbären siehe → Waschbärfell.

## Belege
1. ↑  EU-Liste der invasiven Arten – NABU. Abgerufen am 15. Januar 2019.
2. ↑  Der Waschbär. berlin.de, abgerufen am 2. März 2025.
3. ↑  Die rasch ansteigende Waschbär-Population in Brandenburg gefährdet viele einheimische Arten., auf tagesspiegel.de
4. ↑  Jagd- und Schonzeiten in Hessen. In: Landesjagdverband Hessen e. V. Abgerufen am 15. Januar 2019.
5. ↑  fhaacker: Keine Schonzeit mehr für Waschbären. In: Deutsche Jagdzeitung. 31. Juli 2018, abgerufen am 15. Januar 2019.
6. ↑  hessenschau de, Frankfurt Germany: Keine Waschbären-Schonzeit mehr: Kritik an den Grünen. 10. Januar 2019, abgerufen am 15. Januar 2019.
7. ↑  Waschbären in Hessen: Streit über Schonzeit. ISSN 0174-4909 (faz.net [abgerufen am 15. Januar 2019]).
8. ↑  Brandenburg ist Waschbär-Land. In: Lausitzer Rundschau. 7. Januar 2019, abgerufen am 13. September 2020.
9. ↑  Neozoen. In: Landesjagdverband Brandenburg. Abgerufen am 13. September 2020.
10. 1 2  Don E. Wilson und DeeAnn M. Reeder (Hrsg.):  Procyon (Memento vom 5. Oktober 2013 im Internet Archive) in Mammal Species of the World. A Taxonomic and Geographic Reference (3rd ed).